# 达尼埃尔·诺林
达尼埃尔·诺林（瑞典語：Daniel Norling，1888年1月16日—1958年8月28日），瑞典男子体操运动员。他曾获得1908年夏季奥运会体操比赛男子团体全能金牌、1912年夏季奥运会体操比赛男子团体瑞典体操金牌和1920年夏季奥运会马术比赛团体场地障碍赛金牌。他的哥哥阿克塞尔同样也是体操选手。